# Tamargo (Las Regueras)
Tamargo (en asturiano y oficialmente: Tamargu) es un lugar que pertenece a la parroquia de Valsera en el concejo de Las Regueras (Principado de Asturias). Se encuentra a 227 m s. n. m. y está situada a 5,50 km de la capital del concejo, Santullano. 

## Población
En 2020 contaba con una población de 55 habitantes (INE 2020) repartidos en un total de 21 viviendas.